# جورج إيرفاين
جورج إيرفاين هو قاضي وسياسي كندي، ولد في 16 نوفمبر 1826 في مدينة كيبك في كندا، وتوفي بنفس المكان في 24 فبراير 1897. نشط حزبياً في حزب كندا المحافظ وحزب كيبيك الليبرالي. وقد انتخب عضو الجمعية الوطنية في كيبك ‏ وانتخب عضو مجلس العموم الكندي.